# Nishio Yūji
Nishio Yūji (西尾邑次  19 tháng 2 năm 1921 – 23 tháng 7 năm 2013) là cựu chính khách người Nhật Bản. Trước đây, ông từng làm chức vụ Thống đốc tỉnh Tottori từ ngày 13 tháng 4 năm 1983 đến ngày 11 tháng 4 năm 1999.